# Ruta 30 (Bolivia)
La Ruta Nacional 30 es una carretera nacional de las tierras altas de Bolivia, que atraviesa en dirección norte-sur el Altiplano andino.

## Enrutamiento
La vía tiene una longitud de 195 kilómetros y atraviesa de norte a sur parte de los departamentos Oruro y Potosí. El camino comienza en el lago Poopó cerca del pueblo de Challapata en la Ruta 1 y recorre la árida "Gran Pampa Salada", hasta Uyuni en el Salar de Uyuni, donde se une a la Ruta 5 entre la frontera con Chile y Potosí y continúa como ruta 21 hasta Tupiza.
La Ruta 30 ya está pavimentada en toda su extensión.

## Historia
La Ruta 30 está regulada por la ley 2957. El 28 de enero de 2005 fue declarada parte de la red vial nacional boliviana "Red Vial Fundamental".

## Tramos de vía

### Departamento de Oruro
- Km 000: Challapata
- Km 013: Santiago de Huari
- Km 054: Sevaruyo

### Departamento de Potosí
- Km 102: Río Mulato
- Km 159: Chitá
- Km 182: Colchani
- Km 204: Uyuni